# Corinne Favre
Corinne Favre (* 2. Juli 1968 in Chambéry) aus Briançon ist eine französische Skibergsteigerin und Bergläuferin.
Im Berglauf gewann sie seit 2003 regelmäßig Rennen der Skyrunner World Series und wurde 2005 wie auch 2008 Jahresmeisterin. 2005 gewann sie auch den Berglauf am Pikes Peak International Hill Climb. Zudem konnte sie dreimal das Rennen vom Mount-Everest-Basislager nach Lukla für sich entscheiden.
Favre ist Mitglied der Equipe de France de Ski de Montagne.

## Erfolge (Auswahl)

### Skibergsteigen
- 2001: 1. Platz bei der Europameisterschaft Skibergsteigen Team mit Nathalie Bourillon

- 2002:
  - 2. Platz bei der Weltmeisterschaft Skibergsteigen Team
  - 4. Platz Weltmeisterschaft Skibergsteigen Kombinationswertung
  - 5. Platz bei der Weltmeisterschaft Skibergsteigen Einzel

- 2003:
  - 3. Platz bei der Europameisterschaft Skibergsteigen Team mit Véronique Lathuraz
  - 5. Platz bei der Europameisterschaft Skibergsteigen Einzel
  - 5. Platz bei der Europameisterschaft Skibergsteigen Kombinationswertung

- 2004:
  - 7. Platz bei der Weltmeisterschaft Skibergsteigen Kombinationswertung
  - 10. Platz bei der Weltmeisterschaft Skibergsteigen Einzel

- 2006:
  - 3. Platz bei der Weltmeisterschaft Skibergsteigen Team mit Carole Toïgo
  - 3. Platz bei der Weltmeisterschaft Skibergsteigen Staffel (mit Carole Toïgo, Véronique Lathuraz und Nathalie Bourillon)
  - 5. Platz bei der Weltmeisterschaft Vertical Race

- 2007:
  - 2. Platz bei der Europameisterschaft Skibergsteigen Team mit Véronique Lathuraz
  - 2. Platz bei der Europameisterschaft Skibergsteigen Staffel mit Véronique Lathuraz und Laëtitia Roux
  - 2. Platz bei der Trofeo Mezzalama (mit Véronique Lathuraz und Nathalie Bourillon)
  - 7. Platz bei der Europameisterschaft Vertical Race

- 2008:
  - 3. Platz bei der Weltmeisterschaft Skibergsteigen Staffel (mit Nathalie Bourillon, Véronique Lathuraz und Valentine Fabre)
  - 4. Platz bei der Weltmeisterschaft Skibergsteigen Team mit Nathalie Bourillon
  - 5. Platz bei der Weltmeisterschaft Vertical Race
  - 10. Platz Weltmeisterschaft Skibergsteigen Kombinationswertung

Pierra Menta
- 1997: 4. Platz mit Nathalie Bourillon
- 1998: 3. Platz mit Jana Heczková
- 1999: 2. Platz mit Gloriana Pellissier
- 2001: 2. Platz mit Carole Toïgo
- 2003: 3. Platz mit Carole Toïgo
- 2004: 2. Platz mit Carole Toïgo
- 2005: 3. Platz mit Carole Toïgo
- 2006: 4. Platz mit Carole Toïgo
- 2007: 2. Platz mit Nathalie Bourillon
- 2008: 4. Platz mit Véronique Lathuraz

Patrouille des Glaciers
- 2006: 2. Platz mit Véronique Lathuraz und Nathalie Bourillon
- 2008: 2. Platz mit Laëtitia Roux und Nathalie Bourillon